# Josef Schüller
Josef Schüller (* 21. Februar 1888 in Köln; † 13. September 1968 in Köln-Braunsfeld) war ein deutscher Mediziner und Pharmakologe.

## Werdegang
Josef Schüller wurde 1912 zum Dr. phil. und 1914 zum Dr. med. promoviert, habilitierte sich 1921 an der Universität Leipzig bei Rudolf Boehm, wechselte 1921 an die Albert-Ludwigs-Universität Freiburg  zu Walther Straub und erhielt 1922 den Ruf an die Universität zu Köln als Ordinarius und Direktor des Pharmakologischen Institutes.
Seine Forschungsinteressen lagen im Bereich der Allgemeinen Pharmakologie mit Schwerpunktbildungen im Bereich von Struktur-Wirkungs-Beziehungen, Entgiftungsvorgängen und der Narkose-Theorie.
In der Zeit von 1935 bis 1950 gab er mit Wolfgang Heubner das Ergänzungswerk zu Arthur Heffters Handbuch der experimentellen Pharmakologie heraus.
Er war Gründungs- und Vorstands-Mitglied der am 24. September 1920 auf der 86. Versammlung der Gesellschaft Deutscher Naturforscher und Ärzte in Bad Nauheim gegründeten Deutschen Pharmakologischen Gesellschaft, die er im Zeitraum von 1929 bis 1930 als Vorsitzender führte.
Josef Schüller wurde 1940 als Mitglied in die Deutsche Akademie der Naturforscher Leopoldina aufgenommen.